# 山地古墳
山地古墳（やまじこふん）は、島根県出雲市神西沖町にあった古墳。形状は円墳（または前方後円墳）。現在では墳丘は失われている。出土遺物は出雲市指定有形文化財に指定されている。

## 概要
島根県東部、神西湖東岸の低丘陵上に築造された古墳である。1985年（昭和60年）に開発に伴う事前発掘調査が実施され、調査後に削平されている。
墳形は調査時点では直径24メートルの円形とされたが、近年では西南西に前方部を向ける墳丘長45メートル程度の前方後円形の可能性が指摘される。墳丘は地山削り出しのうえで盛土によって整形されている。墳丘外表では葺石が認められ（推定前方部部分での残存は不明）、墳丘北側裾部では土師器の大型壺1（壺棺か）・壺1（供献土器か）が出土している。埋葬施設は、墳頂部における組合式木棺2基・箱式石棺1基の計3基である。組合式木棺からは、副葬品として銅鏡・筒形銅器・管玉・鉄製品が出土している。
築造時期は、古墳時代前期末（小谷4式期）頃と推定される。出雲平野では前期古墳の調査事例は少ないが、神西湖南岸地域では近年の調査で常楽寺柿木田1号墳でも前期の築造と推定されており、出雲平野における古墳時代前期の様相を解明するうえで重要視される地域になる。
出土遺物は1998年（平成10年）に出雲市指定有形文化財に指定されている。

## 遺跡歴
- 1984年（昭和59年）、民間開発における採土工事予定地で古墳として発見[2]。
- 1985年（昭和60年）、工事に伴う事前発掘調査（出雲市教育委員会、1986年に報告）[2]。
- 1998年（平成10年）5月15日、出土遺物が出雲市指定有形文化財に指定。
- 資料再整理（幡中光輔ら、2023年に報告）[1]。

## 埋葬施設
埋葬施設としては、墳頂部において3基が構築されている。
- 第1埋葬主体
墳頂部中央に位置し、3基のうちでは最大規模である。主軸を北北東-南南西方向とする組合式木棺とみられ、北東方向が頭位とみられる。南側には礫群による排水施設を設ける。埋葬空間の内法は長さ1.3メートル・幅0.5メートル程度を測る。中央西寄りに人頭大の安山岩の円礫2個を石枕として配し、隣に仿製二神二獣鏡を立てかけ、周辺で筒形銅器・管玉・鉄製品が検出されている（床面からやや浮いており、木製箱などに納めて配置か）[1]。
- 第2埋葬主体
第1主体の西側に位置する。主軸を第1主体と平行方向とする組合式木棺とみられ、同様に南側には礫群による排水施設を設ける。埋葬空間の内法は長さ1.3メートル・幅0.65メートル程度を測る。床面には円礫3-4段による礫敷を設けており、北端付近にある人頭大の円礫が石枕になる可能性がある（第1主体同様に北東頭位か）。中央付近から小型仿製鏡（珠文鏡）・筒形銅器が検出されている[1]。
- 第3埋葬主体
第1主体の東側に位置する。第1・2主体とは異なり、主軸を北-南方向とする箱式石棺である（北頭位か）。二段墓壙内において、両小口1枚・西側壁2枚・東側壁3枚・蓋石3枚の9枚を組み合わせて構築される。石棺の内法は長さ0.7メートル・幅0.25メートルと小型である。副葬品はない[1]。

## 出土品

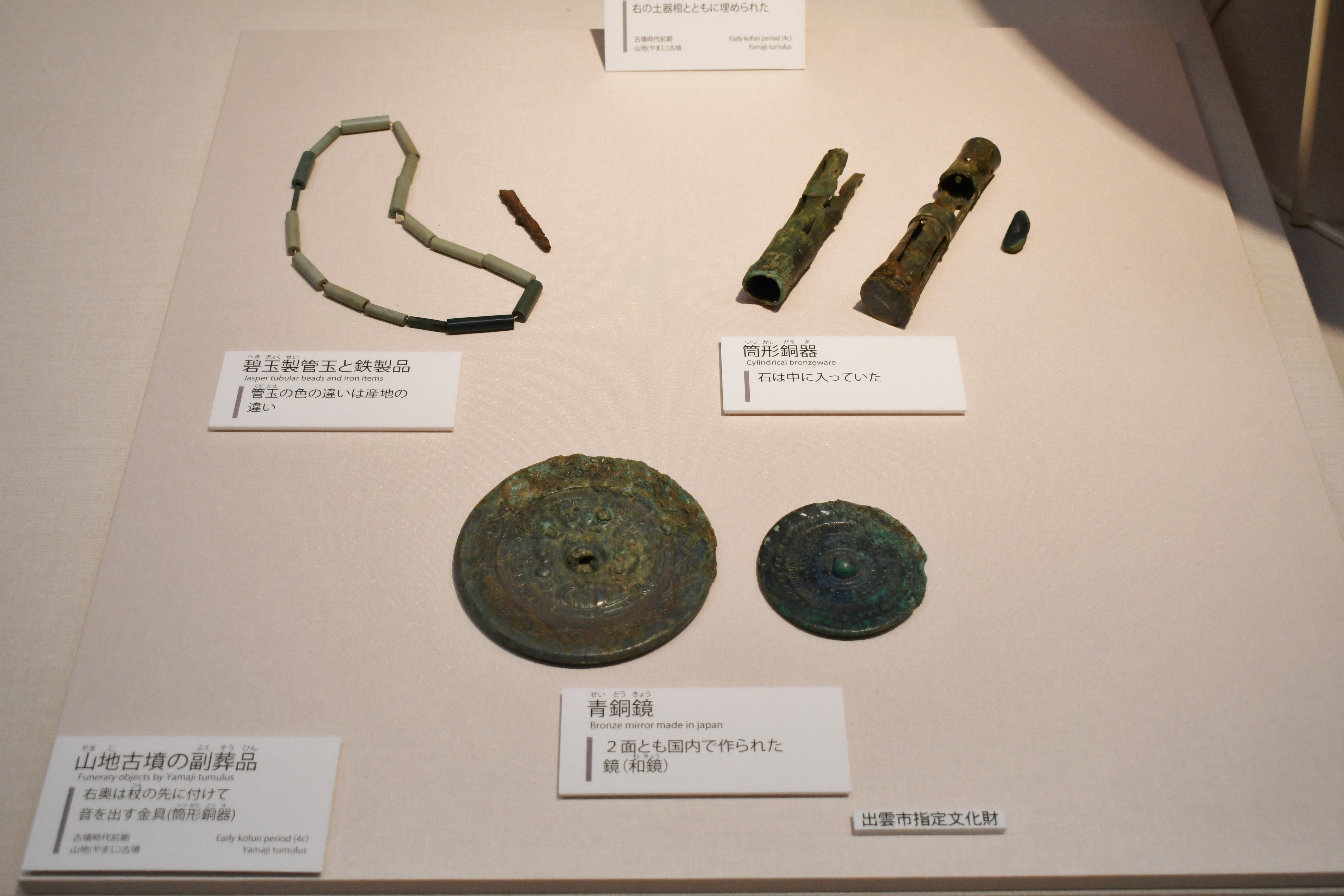
銅鏡・筒形銅器・管玉

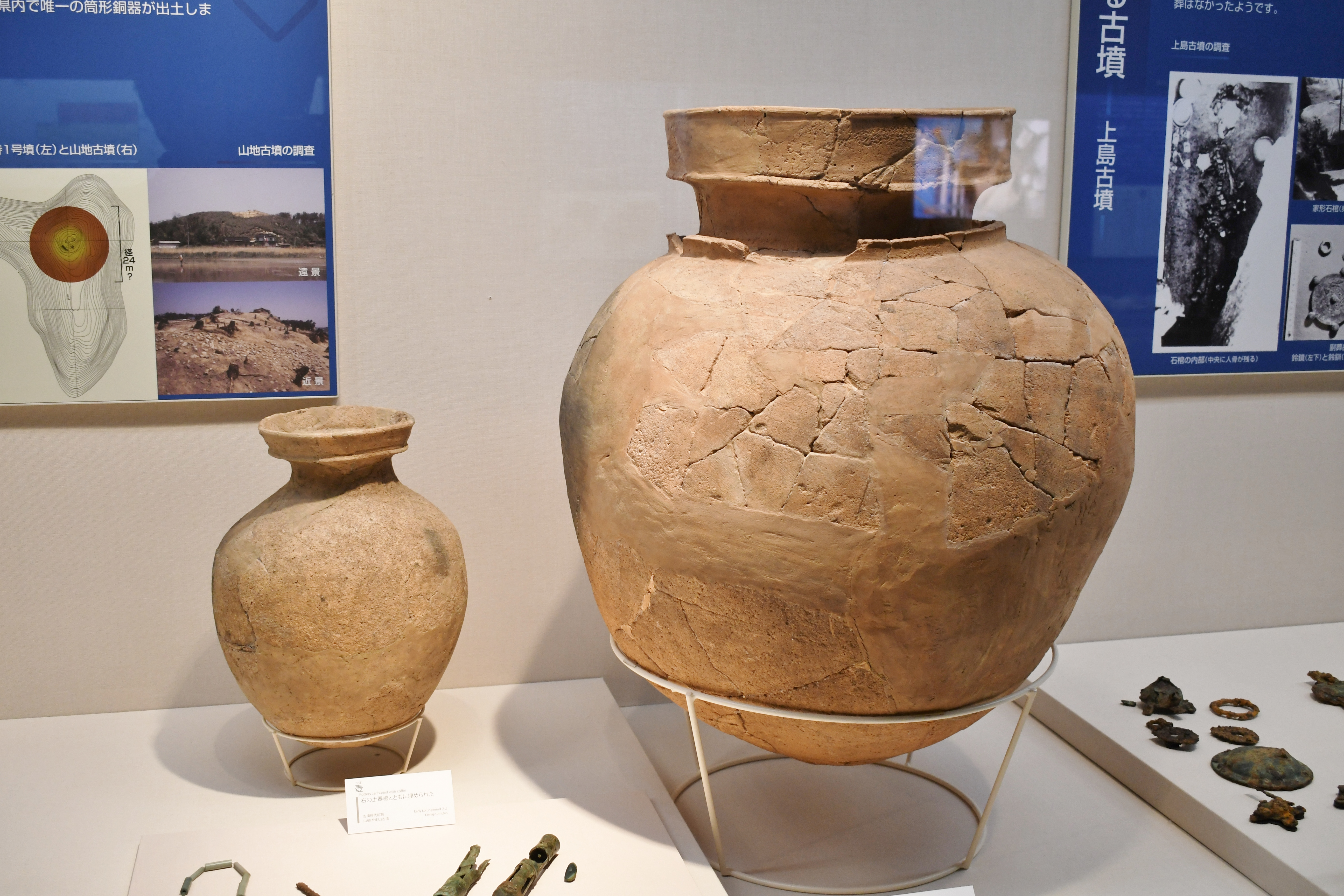
土師器壺・壺棺

発掘調査で出土した遺物は次の通り。
- 第1埋葬主体出土
  - 仿製二神二獣鏡 1
  - 筒形銅器 1 - 紡錘形の碧玉を内蔵。
  - 碧玉製管玉 17
  - 不明鉄製品 1
- 第2埋葬主体出土
  - 仿製珠文鏡 1
  - 筒形銅器 1
- 墳丘裾出土
  - 土師器 - 壺棺1、壺など。

## 文化財

### 出雲市指定文化財
- 史跡
  - 山地古墳出土遺物（考古資料） - 1998年（平成10年）5月15日指定。

## 関連施設
- 出雲弥生の森博物館（出雲市大津町） - 山地古墳の出土品を保管・展示。